# Broa
Il broa è un tradizionale tipo di pane di farina di mais, mescolata con quella di altri cereali come grano o segale. Originario del Portogallo e della Galizia, è diffuso anche in altre aree geografiche.

## Etimologia

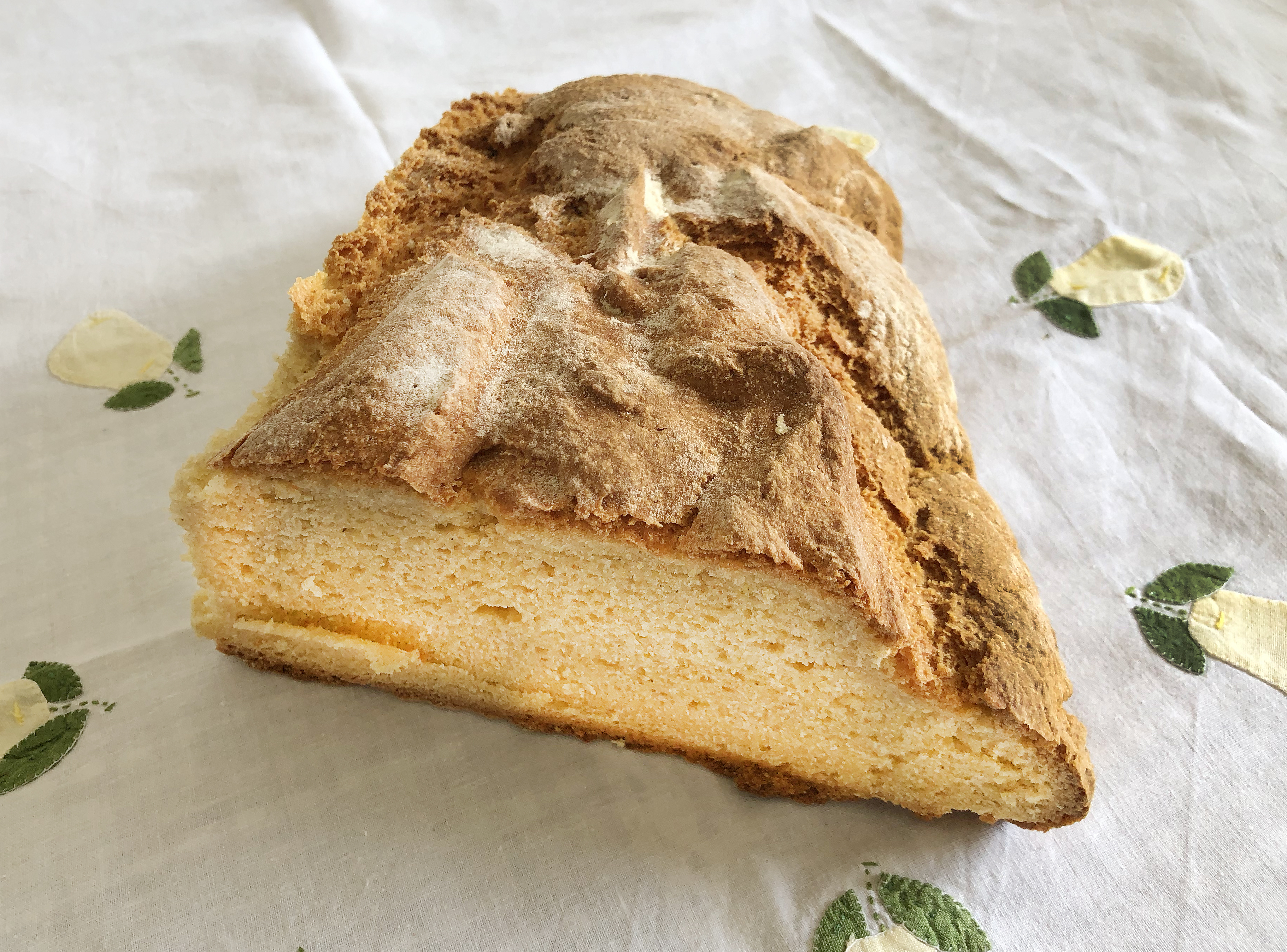
Nelle Asturie occidentali prende il nome di Borona

Il termine deriva dal goticoe brauth, che significa «pane ».